# Pseudomiopteryx guyanensis
Pseudomiopteryx guyanensis är en bönsyrseart som beskrevs av Lucien Chopard 1911. Pseudomiopteryx guyanensis ingår i släktet Pseudomiopteryx och familjen Thespidae. Inga underarter finns listade i Catalogue of Life.